# Aeroportul May Creek
Aeroportul May Creek (IATA: MYK, FAA LID: MYK) este un aeroport din Valdez–Cordova Census Area⁠(d), Unorganized Borough, Alaska, Alaska, Statele Unite ale Americii.
Situat la o altitudine de 503 m, aeroportul dispune de 1 pistă. Este operat de Alaska Department of Transportation & Public Facilities⁠(d).

## Infrastructură

### Piste
Aeroportul dispune de o singură pistă. Pista 13/31 are dimensiunile 2.700 picioare × 100 picioare. 